# Henoteizm
Henoteizm (z gr. εἷς heis, dopełniacz ἑνός henos – „jeden”, θεός theos – „bóg”) – forma przejściowa religii pomiędzy politeizmem a monoteizmem.
W henoteizmie uznaje się istnienie wielu bóstw przy jednoczesnym wywyższeniu jednego bóstwa (najczęściej jest to stojący na czele panteonu bóg). W odróżnieniu od monoteizmu pomniejsze bóstwa mogą być uznawane za hipostazy najwyższego, ale nie stanowią z nim jedności.
Termin ten został wprowadzony w 1842 roku przez F.W.J. von Schellinga, a spopularyzowany dzięki F.M. Müllerowi w 1860 roku w związku z jego opracowaniem badań nad religią Wed. Jest to typ wierzeń charakterystyczny m.in. dla plemion aramejskich i wczesnego hinduizmu, swoista odmiana henoteizmu występowała w wedyzmie, gdzie każde z bóstw w momencie adoracji otrzymywało pozycję pierwszoplanową. W ograniczonym zakresie wierzenia typu henoteistycznego występowały na starożytnym Bliskim Wschodzie, również wśród plemion żydowskich, u których czysty monoteizm uformował się ostatecznie dopiero w okresie Izajasza w VI wieku p.n.e. (np. henoteizm Abrahama czy henoteizm Mojżesza). Do henoteizmu dążyły także religie starożytnej Mezopotamii (babiloński Marduk czy asyryjski Aszur byli panami Wszechświata otoczonymi szczególną czcią, Babilończycy nazywali Marduka „Bel”, czyli „Pan”) oraz starożytnego Egiptu (liczne bóstwa były w pewnym okresie traktowane jako emanacje boga-słońca Ra). Wydaje się, że henoteizm jest religijną skłonnością ludów semickich (kanaanejskie i aramejskie bóstwa amorficzne). Bibliści wskazują na obecność henoteizmu u przedbiblijnych Izraelitów. Elementy tych wierzeń zauważalne są w Biblii, np. w psalmach. Pewne elementy henoteizmu występowały także między innymi w mitologii greckiej oraz w wierzeniach Słowian i Germanów, a także w prekolumbijskim Meksyku (Netzahualcoyotl).